# Орехово (Алейский район)
Орехово — упразднённый посёлок в Алейском районе Алтайского края России. На момент упразднения входил в состав Фрунзенского сельсовета. Исключён из учётных данных в 1985 году.

## География
Посёлок находился в центральной части края, на правом берегу реки Алей, на расстоянии приблизительно 1,5 километра (по прямой) к юго-западу от села Безголосово.

### Климат
Резко континентальный. Средняя температура января −17,6 °C, июля — +20 °C. Годовое количество осадков — 440 мм.

## История
По некоторым сведениям образовано в 1957 году. До 1960-х годов, посёлок являлся юго-западной частью села Безголосово.